# Año nuevo musulmán
El Año Nuevo Musulmán es en el primer día del Muharram (primer mes del calendario islámico). En árabe, el Año nuevo es llamado "R'as as-Sana". Aunque este día no tiene mucho trasfondo religioso, muchos musulmanes aprovechan la fecha para recordar la vida del profeta Mahoma y la Hégira o emigración que hizo a la ciudad que hoy se conoce como Medina.
Como el calendario lunar islámico es 11 o 12 días más corto que el año solar, la fecha de inicio de Muharram en el calendario gregoriano puede variar.
Las fechas de inicio calculadas:
- 1432 AH: 7 de diciembre de 2010
- 1433 AH: 27 de noviembre de 2011
- 1434 AH: 16 de noviembre de 2012
- 1435 AH: 5 de noviembre de 2013
- 1436 AH: 26 de octubre de 2014
- 1437 AH: 14 de octubre de 2015
- 1438 AH: 2 de octubre de 2016
- 1439 AH: 22 de septiembre de 2017
- 1440 AH: 11 de septiembre de 2018
- 1441 AH: 1 de septiembre de 2019
- 1442 AH: 20 de agosto de 2020
- 1443 AH: 15 de diciembre de 2022